# Poecilocloeus tridentatus
Poecilocloeus tridentatus is een rechtvleugelig insect uit de familie veldsprinkhanen (Acrididae). De wetenschappelijke naam van deze soort is voor het eerst geldig gepubliceerd in 1985 door Mariño & Márquez.